# 苏尔斯塞尔奈
苏尔斯塞尔奈（法語：Soulce-Cernay，法語發音：[suls sɛʁnɛ]）是法国杜省的一个市镇，属于蒙贝利亚尔区。

## 地理
苏尔斯塞尔奈（47°19'31"N, 6°51'31"E）面积8.55 平方千米，位于法国勃艮第-弗朗什-孔泰大區杜省，该省份为法国东部内陆省份，北起上索恩省，西接汝拉省，东部及东南部与瑞士接壤，东北部与贝尔福地区省接壤。
与苏尔斯塞尔奈接壤的市镇（或旧市镇、城区）包括：库尔特方丹、沙姆索勒、蒙唐东、蒙茹瓦堡、莱普兰和格朗塞萨尔、圣伊波利特。

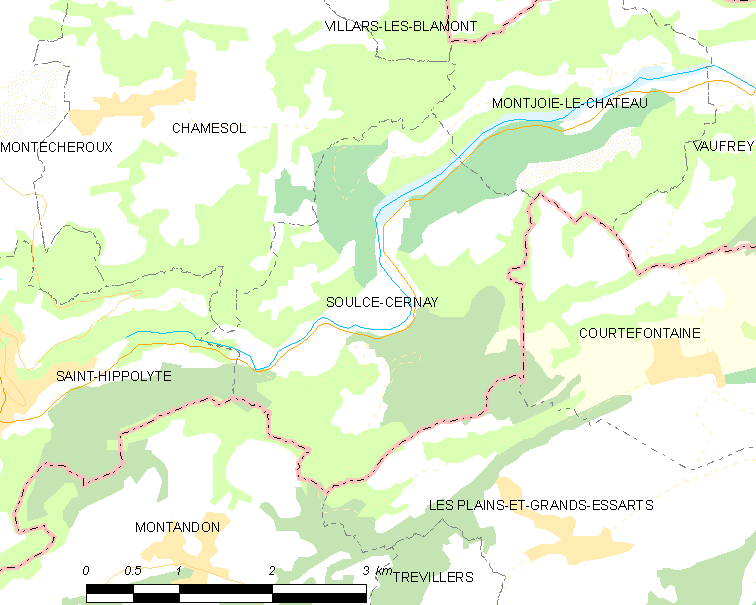
苏尔斯塞尔奈的OSM定位图

苏尔斯塞尔奈的时区为UTC+01:00、UTC+02:00（夏令时）。

## 行政
苏尔斯塞尔奈的邮政编码为25190，INSEE市镇编码为25551。

## 政治
苏尔斯塞尔奈所属的省级选区为迈什县。

## 人口

1962-2008年间苏尔斯塞尔奈人口变化图示

苏尔斯塞尔奈于2022年1月1日时的人口数量为138人。